# Direttorio Divisioni Superiori
Il Direttorio Divisioni Superiori fu l'ente autoritario che gestì i principali tornei di calcio in Italia durante il periodo fascista.

## Il Direttorio
Il DDS nacque il 3 agosto 1926 con la ratifica da parte del CONI della Carta di Viareggio, documento fortemente desiderato dal regime fascista e volto ad una riforma radicale del mondo del calcio italiano dell'epoca. La Carta stabilì la creazione di un Direttorio Divisioni Superiori adibito all'organizzazione dei nuovi massimi campionati, la Divisione Nazionale e la Prima Divisione, caratterizzati da due elementi rivoluzionari: il professionismo e l'estensione del torneo all'intero territorio nazionale. La sede del DDS fu mantenuta a Milano ereditando gli uffici della Lega Nord.
Fino ad allora il campionato italiano si era trincerato dietro ad un formale dilettantismo così come garantito alla FIFA all'atto dell'affiliazione, anche se si erano verificati numerosi casi clandestini di calciomercato, ed era diviso fra una Lega Nord a cui afferivano tutte le società rilevanti per la corsa allo scudetto, ed una Lega Sud molto differente (in senso negativo) dalla Lega Nord.
Una netta differenza esisteva perché nel tempo il Sud non aveva sviluppato armonicamente ciò che il Nord aveva acquisito almeno 5 anni prima: campi sportivi all'altezza in ogni categoria, calcio giovanile in ambito locale sia F.I.G.C. che U.L.I.C. che garantisse costantemente il ricambio generazionale ed elevasse il tasso tecnico dei giocatori ma soprattutto la categoria intermedia (la Seconda Divisione) che riducesse l'abisso tra le società nuove affiliate e il massimo livello e per questo motivo era costretta ad organizzare sempre tutti i campionati a livello regionale per ridurre gli alti costi di gestione e delle trasferte.
Strutturato secondo le visioni sociali del fascismo, il Direttorio era un'organizzazione verticistica ed in tutto dipendente dalla Federazione, essendo i suoi dirigenti nominati direttamente dal Presidente Federale. Facevano parte del primo Direttorio sessanta squadre, quarantasei provenienti dal Nord e quattordici dal Sud, mentre il campionato si strutturava su sei gironi fra i quali le società venivano suddivise per sorteggio nel Nazionale, e con criteri geografici e chilometrici in Prima.
L'obiettivo finale era però quello di creare anche in Italia un torneo a girone unico sul modello inglese. La strada più semplice sarebbe stata subito quella di unificare i due raggruppamenti che andarono a comporre la Divisione Nazionale, ma l'esclusione dall'organico direttoriale di importanti città quali Venezia, Trieste, Firenze e Bari, mentre le rappresentanti di Roma e Napoli annaspavano nei bassifondi delle classifiche, convinse i propugnatori della Carta di Viareggio a programmare un progressivo inserimento dei capoluoghi e delle squadre del Sud attraverso l'allargamento della Divisione Nazionale prima a 22 squadre per la stagione 1927-1928 e poi addirittura a 32 squadre per la stagione 1928-1929. Al termine di quel torneo le società del Direttorio sarebbero state divise su tre livelli: in un nuovo campionato denominato Serie A le meglio piazzate, le altre non ammesse alla Serie A nell'altrettanto nuova Serie B e le squadre rimanenti e le neo promosse in una Prima Divisione ancora più allargata.
Dal 1929 quindi il Direttorio si trovò a gestire sia il primo che il secondo ed il terzo livello della piramide calcistica italiana, per un totale di 96 società, 18 in Serie A, altrettante in Serie B e 60 in Prima Divisione, trasferendosi a Roma nel novembre 1933 lasciando gli uffici di viale Piave a Milano al Direttorio II Zona (Lombardia). Tutti i tornei erano aperti al professionismo, ma solo i due maggiori erano basati su un girone unico nazionale. Una deroga si verificò fra il 1933 e il 1935, quando la Serie B ebbe un curioso format a due gironi suddivisi in senso longitudinale fra Est ed Ovest della penisola. Al momento dell'interruzione dei campionati per l'acuirsi della guerra, nel 1943, il Direttorio comprendeva 179 società, 16 in Serie A, 18 in Serie B e 145 in Serie C. Il Direttorio fu poi ovviamente travolto dal crollo del regime.

## Organico
- 1926-1928: le migliori 60 società calcistiche italiane
- 1928-1929: le migliori 75 società calcistiche italiane
- 1929-1930: le migliori 81 società calcistiche italiane
- 1930-1931: le migliori 92 società calcistiche italiane[3]
- 1931-1932: le migliori 127 società calcistiche italiane
- 1932-1933: le migliori 139 società calcistiche italiane
- 1933-1934: le migliori 149 società calcistiche italiane
- 1934-1935: le migliori 157 società calcistiche italiane
- 1935-1936: le migliori 98 società calcistiche italiane
- 1936-1937: le migliori 108 società calcistiche italiane
- 1937-1938: le migliori 113 società calcistiche italiane
- 1938-1939: le migliori 140 società calcistiche italiane
- 1939-1941: le migliori 156 società calcistiche italiane
- 1941-1942: le migliori 158 società calcistiche italiane
- 1942-1943: le migliori 179 società calcistiche italiane